# Dios de los báculos

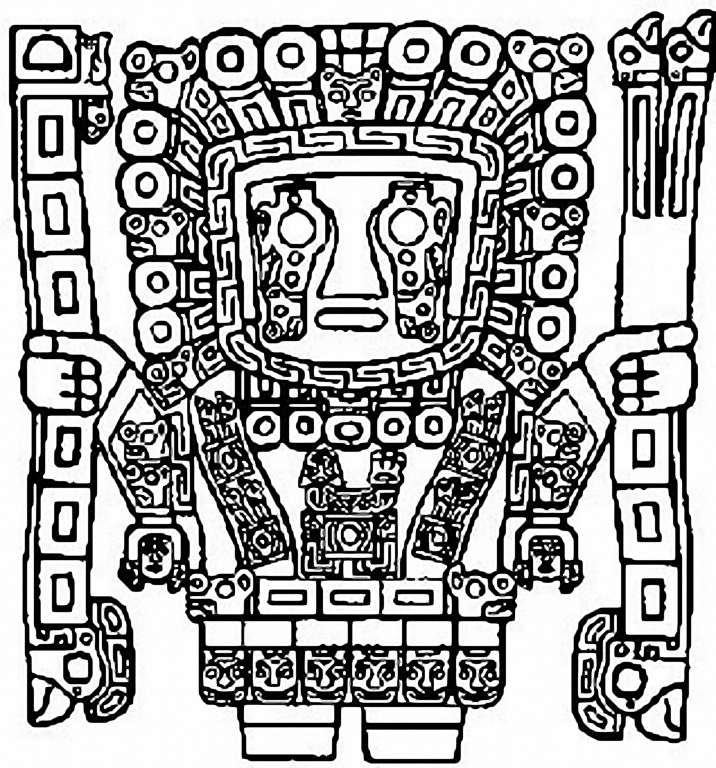
Dios de las varas de la Puerta del Sol en Tiwanaku, Bolivia.

El Dios de los báculos, también conocido como Dios de las varas, es una deidad primordial importante en las culturas andinas. Por lo general, se lo representa sosteniendo un bastón en cada mano, con dientes con colmillos y patas extendidas y con garras, sus otras características son desconocidas, aunque a menudo se lo representa con sus bastones de serpientes emplumadas. Se decía que podía transformar lo que sea en un bastón y adquirir su poder. Posteriormente, el objeto transformado lo compartía con sus fieles; de esta manera, les otorgaba sostén a los pueblos. No se sabe a ciencia cierta si se trata de Viracocha de la religión incaica.
La representación más antigua conocida del Dios de las varas se encontró en 2003 en algunos fragmentos de calabaza rotos en un sitio de entierro en el valle del río Pativilca (región Norte Chico) y el carbono data de 2250 a. C. actual Perú. Esto la convierte en la imagen más antigua de un dios que se encuentra en las Américas.
Hay estudiosos que sostienen que el Dios de las varas Wari-Tiwanaku actual Perú es el precursor de los principales dioses incas, el Sol, la Luna y el Trueno. Como deidad principal, fue considerado el dios creador y sirvió como el icono religioso principal de todos los Andes peruanos, particularmente durante el Horizonte Temprano (900-200 a. C.) y más allá. El culto a esta deidad se extendió a los Andes Centrales durante el Horizonte Medio (600-1000 d. C.). Esto está respaldado por artefactos excavados del Horizonte Medio que se asemejaban al Dios de las varas.

## Culto
Su culto se atestigua ya en el 2250 a. C., como lo demuestra el fragmento de una vasija hallada en un cementerio del valle del río Pativilca. Con el tiempo, esta deidad ha sido asimilada y reelaborada en muchas de las culturas andinas, resultando uno de los más importantes; Sus representaciones se pueden encontrar en la llamada "estela Raimondi" encontrada en Chavín de Huántar, en varios artefactos Huari, así como en la Puerta del Sol de Tiwanaku. Es posible que el Dios de los báculos esté relacionado con los dioses incas Viracocha e Illapa, y con el dios moche Aiapæc.

## Representaciones e iconografía
El Dios de los báculos era una iconografía básica compartida por las culturas del Perú precolombino, en particular las que ocupaban la costa norte y la sierra sur. Esto se ve en la uniformidad estilística de los iconos y representaciones, lo que sugiere una adherencia generalizada.
Hubo diferentes representaciones del Dios de los báculos entre estas culturas andinas. Sin embargo, a menudo se lo representaba como una deidad en apoteosis, con las manos siempre sosteniendo instrumentos de poder. Por ejemplo, un artefacto encontrado en Chavín de Huántar mostraba a la deidad sosteniendo un caparazón de Spondylus y Strombus, que eran símbolos femeninos y masculinos, respectivamente. Esta representación indicó cómo el Dios de los báculos ejercía autoridad para mantener la armonía social y el ideal andino de complementariedad de género. Otra piedra esculpida del Horizonte temprano, la estela de Raimondi, es quizás la representación más popular y representaba al Dios de los báculos como un cielo o un dios del rayo cayendo a la Tierra.
Las representaciones del Dios de los báculos en las tierras altas del sur no solo tenían motivos, sino que también se presentaban con consortes acompañantes en forma de deidades pintadas en textiles utilizados para decorar las paredes del templo o vasijas de cerámica.
El Dios de los báculos tiene uno de los elementos iconográficos más importantes en la arqueología andina central y este es prominente tanto en el arte portátil como en el fijo utilizando diferentes medios como piedra, textil y cerámica. Una forma del Dios de los báculos, por ejemplo, tiene un papel central en la Puerta del Sol de la cultura Tiwanaku, un monolito de una sola piedra. Las túnicas y cerámicas de las culturas Tiwanaku y Wari del período del Horizonte Medio muestran un dios similar. Otro ejemplo son los frascos de ofrendas gigantes que se encuentran en Qunchupata. Fueron pintados con la imagen del Dios de los báculos, una que se parece a la representación del dios en la parte posterior del Monolito Ponce de Tiwanaku.